# ملوك الإسكندرية
ملوك الإسكندرية (باليونانية: Βασιλείς της Αλεξάνδρειας) هي قصيدة باللغة اليونانية، كتبها الشاعر اليوناني المصري قسطنطين كفافيس، وتُعتبر بشكل عام واحدة من قصائده الأقل شهرة في مجموعته الشعرية، كتب كفافيس هذه القصيدة سنة 1912 ونُشرت في يوليو من العام نفسه، ويعتمد هذا العمل على تقدير كفافيس للتاريخ القديم، وتحديدًا تاريخ اليونان القديمة ومصر القديمة، تدور أحداث القصيدة خلال فترة حكم كليوباترا في الإسكندرية.